# Tlayacapan
Tlayacapan è un comune del Messico, situato nello stato di Morelos.